# Stamboliïski (obchtina)
Stamboliïski (bulgare : Стамболийски) est une obchtina de l'oblast de Plovdiv en Bulgarie.